# Orompoto
Orompoto, död 1562, var alaafin, monark, i Oyoriket mellan 1554 och 1562.
Hon var syster till Eguguojo och efterträdde sin bror vid hans död. Hon var den enda regerande drottningen av Oyoriket. 
Hon är känd som en framgångsrik monark. Hon beskrivs som en skicklig krigare och utförde flera lyckade militära kampanjer. 